# Xian de Xiangyun
Le xian de Xiangyun (祥云县 ; pinyin : Xiángyún Xiàn) est un district administratif de la province du Yunnan en Chine. Il est placé sous la juridiction de la préfecture autonome bai de Dali.

## Démographie
La population du district était de 431 115 habitants en 1999.